# Milka Planinc
Milka Planinc, hrvaška političarka, * 21. november 1924, Drniš, † 7. oktober 2010, Zagreb.
Rojena je bila v družini Nikola Malade in Stane rojene Kašić. Že leta 1930 se je družina iz Drniša preselila v Split, kjer se je šolala do izbruha druge svetovne vojne. Leta 1941 se je pridružila komunistični mladini Jugoslavije, leta 1943 pa se je pridružila NOB in postala velika privrženka Josipa Broza Tita. Leta 1944 je vstopila v Komunistično partijo. Kmalu je postala politična komisarka 11. dalmatinske udarne brigade, kjer je prevzela nalogo politične vzgoje pripadnikov te enote. Konec vojne je dočakala s činom poročnice.

## Povojna politična kariera
Kmalu po vojni se je preselila v Zagreb, kjer se je poročila s slovenskim inženirjem Zvonkom Planincem in se zaposlila v Elektri. Leta 1949 se je podala v politične vode in postala članica Agitpropa za Trešnjevko. Leta 1957 je postala tajnica Narodne skupščine Trešnjevka, nato pa je bila med letoma 1961 in 1963 mestna sekretarka za kulturo mesta Zagreb. Med letoma 1963 in 1965 je opravljala naloge republiškega sekretarja za prosveto, nato pa je bila med letoma 1965 in 1971 predsednica hrvaškega sabora.
Po zlomu hrvaške pomladi je prišla leta 1971 na čelo Centralnega komiteja Zveze komunistov Hrvaške.
Po Titovi smrti naj bi se na čelu partije in države idr. manj pomembnih funkcijah izmenjevalo osem predsednikov (t. i. rotacija), vsak bi prišel na vrsto po vnaprej določenem redu iz ene od federalnih enot Jugoslavije. Tak sistem je trajal od 29. aprila 1982, ko je Milka Planinc na Zvezni konferenci Socialistične zveze delovnega ljudstva Jugoslavije predstavila seznam novih ministrov. Konferenca je seznam potrdila, Milko Planinc pa je Zvezna skupščina 15. maja 1982 imenovala za predsednico Zveznega izvršnega sveta, s čimer je de facto postala prva in edina ženska predsednica vlade v SFRJ ter prva premierka kakšne realsocialistične države v zgodovini. Njen mandat je trajal do maja 1986, ko jo je na čelu vlade zamenjal Branko Mikulić.

## Po končanem mandatu
Od konca devetdesetih let 20. stoletja je bila Milka Planinc priklenjena na invalidski voziček in se je le redko pojavila v javnosti.